# Veľké Ludince
Veľké Ludince es un municipio del distrito de Levice en la región de Nitra, Eslovaquia, con una población estimada a final del año 2024 de 1458 habitantes.
Se encuentra ubicado al este de la región, cerca de los ríos Ipoly y Hron (ambos, afluentes izquierdos del Danubio) y de la frontera con la región de Banská Bystrica.

## Demografía
| Año        | 1994 | 2004    | 2014     | 2024    |
| ---------- | ---- | ------- | -------- | ------- |
| Población  | 1729 | 1680    | 1503     | 1458    |
| Diferencia |      | −2,83 % | −10,53 % | −2,99 % |

| Año        | 2023 | 2024    |
| ---------- | ---- | ------- |
| Población  | 1470 | 1458    |
| Diferencia |      | −0,81 % |